# كوبينكا
كوبينكا (بالروسية: Кубинка) هي إحدى مدن روسيا في الكيان الفدرالي الروسي موسكو أوبلاست.